# 我心深愛的國王
《我心深愛的國王》 (法語：Mon roi)是2015年由法國導演麥雯所執導電影作品，並獲選為第68屆坎城影展正式競賽片，女主角艾曼紐·貝考最後獲得最佳女演員獎。

## 劇情
律師湯妮在一次滑雪意外中腿部嚴重受傷，住進復健中心療養，並回想起與她前夫喬治歐從相識、熱戀、懷孕、爭吵到感情破裂的過程，兩人分分合合，吵鬧不休，卻也無法完全分開。

## 演員
- 艾曼紐·貝考 - 湯妮
- 文森·卡索 - 喬治歐
- 路易·卡黑 - 索拉

## 獎項
| 獎項             | 獎項         | 受獎者                                        | 階段／結果 |
| ---------------- | ------------ | --------------------------------------------- | ---------- |
| 第68屆坎城影展   | 金棕櫚獎     | 麥雯 《我心深愛的國王》                       | 提名       |
| 第68屆坎城影展   | 最佳女演員獎 | 艾曼紐·貝考                                   | 獲獎       |
| 第21屆盧米埃獎   | 最佳導演     | 麥雯                                          | 提名       |
| 第21屆盧米埃獎   | 最佳女主角   | 艾曼紐·貝考                                   | 提名       |
| 第21屆盧米埃獎   | 最佳攝影     | Claire Mathon                                 | 提名       |
| 第41屆凱薩電影獎 | 最佳影片     | 《我心深愛的國王》                            | 提名       |
| 第41屆凱薩電影獎 | 最佳導演     | 麥雯                                          | 提名       |
| 第41屆凱薩電影獎 | 最佳女主角   | 艾曼紐·貝考                                   | 提名       |
| 第41屆凱薩電影獎 | 最佳男主角   | 文森·卡索                                     | 提名       |
| 第41屆凱薩電影獎 | 最佳男配角   | 路易·卡黑                                     | 提名       |
| 第41屆凱薩電影獎 | 最佳剪接     | Simon Jacquet                                 | 提名       |
| 第41屆凱薩電影獎 | 最佳音效     | Nicolas Provost、Agnès Ravez與Emmanuel Croset | 提名       |
| 第41屆凱薩電影獎 | 最佳原創音樂 | Stephen Warbeck                               | 提名       |

## 外部連結
- 互联网电影数据库（IMDb）上《我心深愛的國王》的资料（英文）